# Gerard Piris Mateu
Gerard Piris Mateu (19 maart 1989) is een Spaanse golfer.

## Amateur
In zijn amateurstijd was Gerard Piris lid van de Raimat Golf Club in Raimat in de provincie Lleida. In 2009 was hij nationaal jeugdkampioen. Een jaar later won hij het studentenwereldkampioenschap.

### Gewonnen
- 2009: NK U21
- 2010: WK Studenten

## Professional
Piris werd in november 2011 professional. Hij werd opgenomen in het Pro Spain Team, dat in 2012 bestond uit negen spelers en drie speelsters. Pro Team Spain is vergelijkbaar met Golf Team Holland en ondersteunt spelers in hun eerste jaren als professional. In 2013 bestaat het team uit vijftien spelers.
In 2012 speelde hij enkele toernooien van de Challenge Tour en eindigde op de 3de plaats van Stage 1 van de Tourschool op Ribagolfe, maar in Stage 2 in Murcia eindigde hij op de 56ste plaats en viel hij af. In 2013 kreeg hij een invitatie voor het Spaans Open.